# 藤井裕久 (富山市長)
藤井 裕久（ふじい ひろひさ、1962年（昭和37年）4月5日  - ）は、日本の政治家。富山県富山市長（2期）。元富山県議会議員（3期）。

## 来歴
富山県立富山東高等学校、工学院大学工学部建設学科卒業後、富山青年会議所理事長、日本青年会議所富山ブロック協議会会長、株式会社藤井産業代表取締役会長を歴任。
2011年、第17回統一地方選挙の一環として行われた富山県議会議員選挙に初当選。2015年・2019年の同県議選でも当選し連続3期務めた。2015年1月より上婦負ケーブルテレビ社長。
2021年4月18日投開票の富山市長選挙に立候補し前衆議院議員の吉田豊史ら3候補を破り、初当選した。藤井は自民、立憲民主、国民民主各党と公明党県本部から推薦を受け、前市長森雅志が進めた「コンパクトシティー政策」の継承を掲げて、幅広い層から支持を得た。
※当日有権者数：342,796人 最終投票率：47.97%（前回比：-0.13pts）
| 候補者名 | 年齢 | 所属党派         | 新旧別 | 得票数   | 得票率 | 推薦・支持                             |
| -------- | ---- | ---------------- | ------ | -------- | ------ | -------------------------------------- |
| 藤井裕久 | 59   | 無所属           | 新     | 85,755票 | 53.71% | 自由民主党・立憲民主党・国民民主党推薦 |
| 吉田豊史 | 51   | 無所属           | 新     | 54,028票 | 33.84% |                                        |
| 高野善久 | 69   | 無所属           | 新     | 9,946票  | 6.23%  | 日本共産党推薦                         |
| 島隆之   | 59   | こどもみらい富山 | 新     | 9,906票  | 6.22%  |                                        |

2025年4月20日に行われた富山市長選挙において、10万6515票を獲得し、2期目の当選を果たした。震災からの復興やスマートシティ政策、「こどもまんなか社会」の実現などを訴えた。

## 統一教会との関係
- 2021年4月の市長選の際、世界平和統一家庭連合 （旧統一教会）より支援を受け、電話による投票依頼活動などで協力を得た。教団は後援会活動での名簿集めも行った。藤井は教団の集会に出席し、スピーチをした[8][9]。
- 同年5月30日、世界平和統一家庭連合（旧統一教会）の関連団体「富山県平和大使協議会」が富山市内で開いたイベント「第58回オープンカレッジ」に出席し、平和大使に任命された[8][9]。
- 2021年と、2022年6月に、市政に関する説明を行う「市長の出前トーク」で、富山県平和大使協議会の集会に公務として出席した[9]。
- 2022年5月31日、世界平和統一家庭連合（旧統一教会）の関連団体の世界日報社が運営する情報サイト「 ビューポイント 」は､藤井のインタビュー記事を配信した[10]｡インタビュー記事は月刊誌『ビューポイント』2022年8月号に転載された｡
- 2022年6月、富山県平和大使協議会は藤井の後援会を立ち上げた[9]。
- 富山市と富山市教育委員会は、統一教会の関連団体が主催するイベントを、2021年度は4件、2022年度は2件後援した[11]。